# Wiede en Tusschendiepen

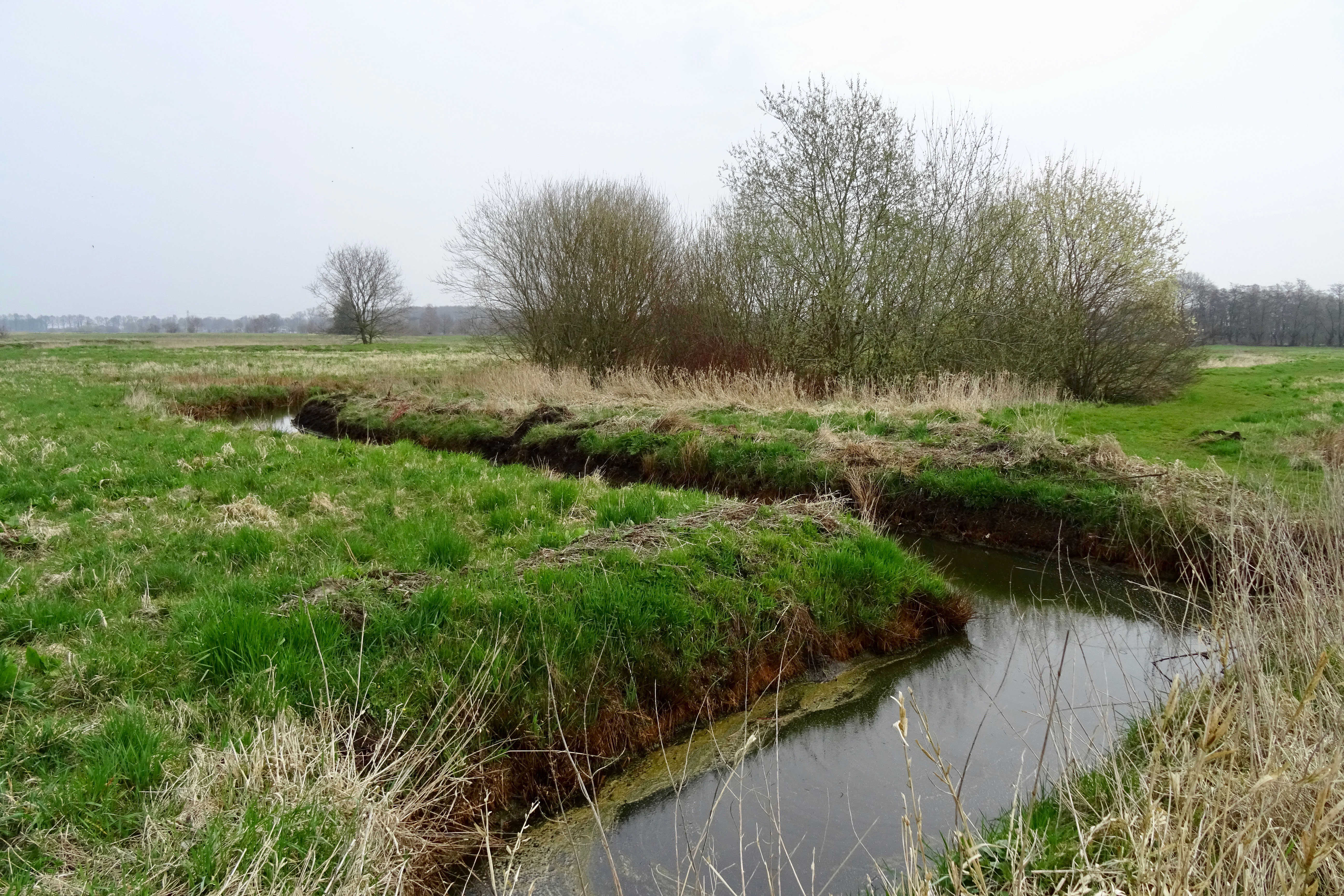
Het gebied van De Wiede ten noorden van Veendam

De Wiede en Tusschendiepen is een voormalig waterschap in de Nederlandse provincie Groningen.
De polder lag bijna geheel in de huidige bebouwde kom van Veendam. Het lag tussen het Wester- en het Oosterdiep. De noordgrens lag bij het Meedenerdiep (bij Geertsema het Meedemer- of Dwarsdiep). Het stoomgemaal van de polder stond op de hoek van de Bredeweg en het Oude Verlaat in Muntendam en sloeg zijn water uit op het Westerdiep. Midden door de polder liep de beek de Munte die plaatselijk de Oude Ae wordt genoemd. De polder besloeg feitelijk het beekdal van dit riviertje. Het Benedendwarsdiep verbond halverwege de polder het Wester met het Oosterdiep. Onder dit kanaal lag een grondpomp (onderleider). 
In 1963 werd de naam van het waterschap gewijzigd in Wiede.
Het gebied ten noorden van het Beneden Dwarsdiep is een natuurgebied van Staatsbosbeheer. Waterstaatkundig gezien ligt het gebied sinds 2000 binnen dat van het waterschap Hunze en Aa's.